# Kivistö

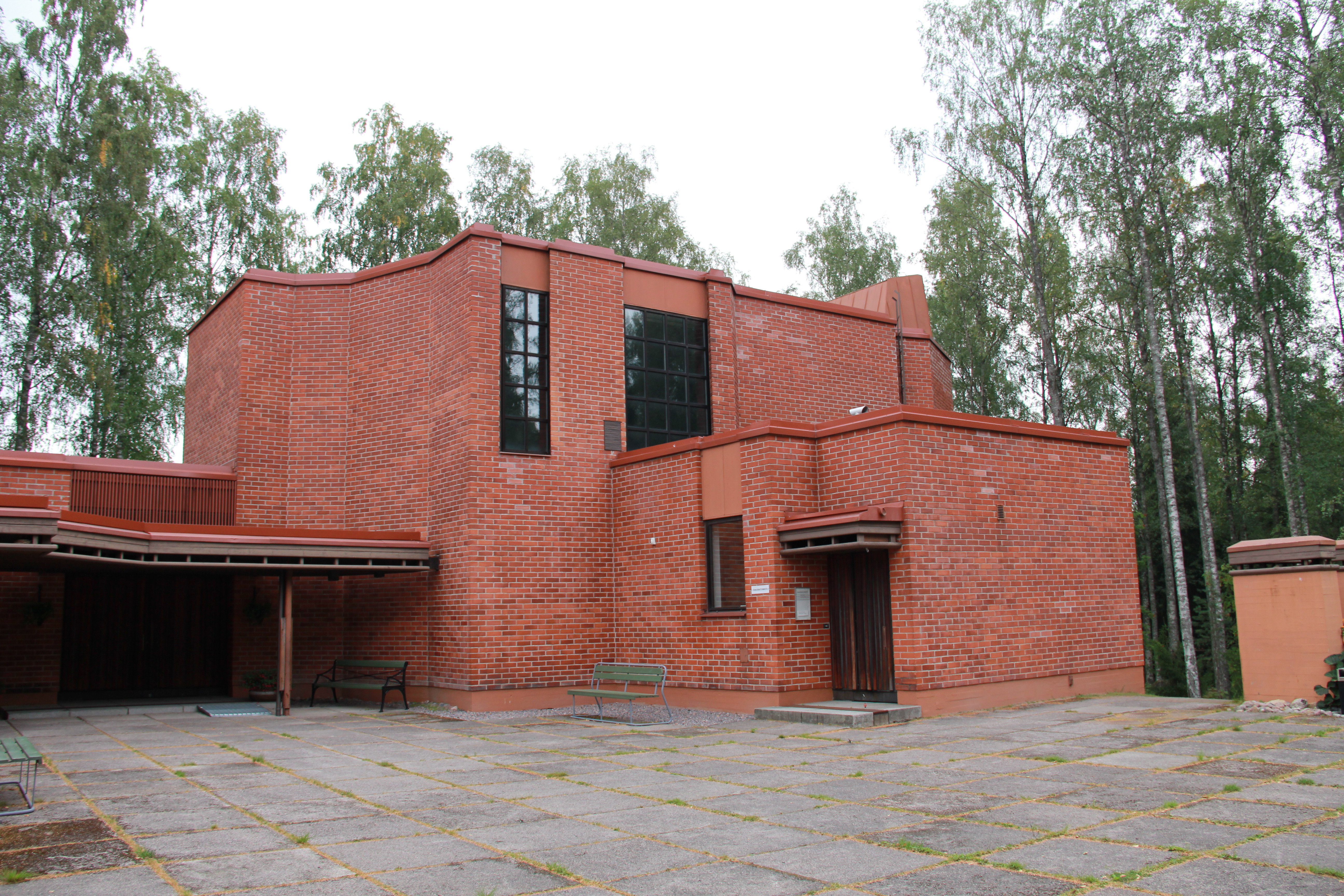
Kivistö kyrka

Kivistö är en stadsdel i Vanda stad i landskapet Nyland. 
Kivistö ligger i närheten av  Helsingfors-Vanda flygplats, öster om Tavastehusleden och har cirka 11 100 invånare (2023).
Kivistö planeras att växa kraftigt, med en ny stadsdel, Marja-Vanda. Kivistö järnvägsstation invigdes på den nya Ringbanan i juli 2015 som tänkt huvudstation för Marja-Vanda för 20 000 invånare. 